# Hanbal ibn Ishaq ibn Hanbal
Ḥanbal ibn Isḥāq ibn Ḥanbal ibn Hilāl ibn Asad, Abū ʿAlī asch-Schaybānī, (arabisch حنبل بن إسحاق بن حنبل بن هلال بن أسد ، أبو عليّ الشَّيْبانیّ, DMG Ḥanbal b. Isḥāq b. Ḥanbal b. Hilāl b. Asad, Abū ʿAlī aš-šaybānī) (geb. um 809; gest. 886), war ein Gelehrter der Ḥanbaliten im Iraq des 9. Jahrhunderts und gehörte zum engsten Kreis des Begründers der Lehrrichtung der (Ḥanbaliten), denn er war ein Neffe von Aḥmad b. Ḥanbal, sein Schüler und Überlieferer sowohl seiner rechts- und ḥadithwissenschaftlichen Schriften als auch seiner Aussagen dogmatischen Inhalts während der Inquisition (Miḥna) zwischen 833 und 849.

## Leben
Sein Vater Isḥāq b. Ḥanbal b. Hilāl, Abū Yaʿqūb (geb. 778; gest. 867) war väterlicherseits der Onkel von Aḥmad ibn Ḥanbal, dessen Vorlesungen er mit seinem Sohn Ḥanbal regelmäßig besuchte Familienbiographische Angaben bestätigen seine regen Kontakte zu seinem Onkel Ibn Ḥanbal, die er in zahlreichen Begegnungen – oft im Beisein seines Vaters – schildert. Er soll seinen Onkel 40 Jahre begleitet haben. Ḥanbal b. Isḥāq lebte mit seiner Familie in armen Verhältnissen in Bagdad, wo er aus seinen eigenen Schriften Vorträge hielt, um seinen Lebensunterhalt zu sichern. Über eine Studienreise Ḥanbals berichten seine Biographen wider Erwarten nicht. In den Listen seiner Lehrer sind allerdings auch bekannte Persönlichkeiten genannt, die in seiner Zeit in den damals berühmten Gelehrtenstätten wie Mekka, Medina, Kufa, Basra, Wāsiṭ und ʿUkbarā gewirkt haben. Seinen Aufenthalt in Kufa bestätigt sein eigener Bericht, der datierbar ist; er hielt sich in der Stadt auf, als der Abbasiden Kalif al-Maʾmūn im Jahr 833 die Lehre der (Muʿtazila) über die (Erschaffenheit des Korans) zur Staatsdoktrin erklärte.
Seine Biographen nennen zehn bis fünfzehn Personen als seine Schüler irakischen Ursprungs aus der ersten Hälfte des 10. Jahrhunderts. Der bekannteste unter ihnen war zweifelsfrei Abū Bakr al-Khallāl, Aḥmad b. Muḥammad b. Hārūn (gest. 923), der durch die Sammlung der Rechtsfragen von Ibn Ḥanbal über die Grenzen des Irak hinaus Berühmtheit erlangte.
Im November 836, begab er sich auf die Pilgerfahrt (Ḥaǧǧ) nach Mekka. Nach seiner Rückkehr beschrieb er im Kreis von Ibn Ḥanbal seine Eindrücke über die (Kaaba), über ihre Bedeckung mit der (Kiswa) und deren Verzierung mit dem Anfang des folgenden Koranverses: „Es gibt nichts, was ihm gleichkommen würde“. Sure 42 (asch-Schūrā, Vers 11). Darauf folgte allerdings der Zusatz: Er (Gott) ist der Gütige, der Kundige (al-laṭīf al-ḫabīr: aus der (Sure 6, Vers 103; bzw. aus der Sure 67, Vers 14)).
Erzürnt reagierte sein Onkel auf diese Änderung im obigen Koranvers: „Möge Gott diesen gottlosen Wüstling (chabīth) vernichten! Er hat sich an das Buch Gottes herangewagt und es verändert!“.
Wie es im Bericht weiter heißt, meinte Ibn Ḥanbal mit der Bezeichnung „gottloser Wüstling“ Aḥmad b. Abī Duʾād, (geb. gegen 776; gest. im Juni 854) den berüchtigten Qāḍī und Förderer der Inquisition unter den Abbasiden. Er ließ aus dem elften Vers der Sure 42 dessen zweiten Teil: „Er ist der Hörende, der Sehende“ entfernen.
Die Empörung des Gelehrten war in den damals geführten theologischen Auseinandersetzungen begründet, denn er bestand stets darauf, die Attribute Gottes entsprechend der Offenbarung, „wie Er sich selbst beschrieben hatte“ als Grundlage des Glaubens anzuerkennen. In der folgenden Generation der Hanbaliten wird Ibn Ḥanbal ähnlich zitiert: niemand kann Ihn so beschreiben wie Er sich selbst. Er ist, wie Er sich selbst beschrieben hat.
Ḥanbal b. Isḥāq verließ seine Heimatstadt zu einem in seiner Biographie näher nicht genannten Zeitpunkt und übersiedelte nach ʿUkbarā und später nach Wāsiṭ, wo er Vorlesungen vor allem aus den Rechtsfragensammlungen von Ibn Ḥanbal hielt. Er starb im Jahre 886 in Wāsit.

## Seine Schriften: Vorbemerkung
Das rege Interesse an den hier vorgestellten Schriften aus dem oben genannten Zeitraum war vor allem in Kreisen der Hanbaliten von Damaskus, durch die historischen Ereignisse zwischen dem 12. und 13. Jahrhundert begünstigt. Nach der Einnahme von Damaskus im Jahre 1154 durch Nūr ad-Dīn (gest. 1174) und während der Herrschaft der Ayyubiden (bis 1254) und der Bahrī-Mameluk bis 1382 hat Damaskus durch die Gründung von Schulen und neuen Moscheen einen beachtlichen kulturellen Aufschwung erlebt. Die Versammlungen namhafter Gelehrten fanden in der Umayyaden-Moschee am Mihrāb statt, den der ayyubidische Herrscher al-Malik (al-Muʿaẓẓam) für diese Zwecke im Jahre 1220 einrichten ließ. Im Zeitraum von rund zweihundert Jahren entstanden allein in den Damaszener Handschriftensammlungen – nach den gegenwärtigen Schätzungen – viertausend datierte Hörervermeke mit der Registrierung der Namen der Teilnehmer an den Lesevorträgen.
Die heute bekannten drei Unikate von Ḥanbal b. Isḥāq in den vorliegenden Abschriften gehören zweifelsfrei zu diesem Bestand. Durch ihre kontinuierliche und heute rekonstruierbare Weitergabe in islamischen Lehrbetrieben bis in das späte 15. Jahrhundert hinein haben sie neben ihren Inhalten auch ihre überlieferungsgeschichtliche und literarhistorische Bedeutung. Die Anordnung dieser Schriften ist der Verdienst seines Schülers ʿUthmān b. Aḥmad b. ʿAbd Allāh b. Yazīd, genannt Ibn as-Sammāk (gest. 955 in Bagdad). In der Folgezeit bezeichnete man diese Sammlung in den Abschriften aus dem 13. und 14. Jahrhundert als Fawāʾid Ibn as-Sammāk (Nützliches/Lehrreiches des Ibn as-Sammāk), ohne dadurch die Autorschaft von Ḥanbal b. Isḥāq infrage gestellt zu haben.
adh-Dhahabī verweist in seiner Gelehrtenbiographie ausdrücklich auf die Rechtsfragen von Ibn Ḥanbal, die als eigene Aufzeichnungen nur in seinem Besitz gewesen sind.

## Seine Schriften

### Kitāb al-miḥna
„Das Buch über die Inquisition; mit dem Untertitel im Original: Bericht über die Miḥna von Abū ʿAbdallāh Aḥmad b. Muḥammad b. Ḥanbal asch-Schaybānī; Überliefert von seinem Neffen Abū ʿAlī Ḥanbal b. Isḥāq b. Ḥanbal.“

#### Werküberlieferung
Entsprechend den für die Edition verwendeten zwei Handschriften sind die Vorlesungen (qirāʾāt) zwischen Februar 1107 und Januar 1286 bzw. zwischen Februar 1159 und August 1306 in Damaskus datierbar. Eine Vorlesung ist genauer beschrieben: sie fand im Haus des in Ḥarrān bekannten Gelehrten ar-Ruhāwī, ʿAbd al-Qādir b.ʿAbdallāh al-Hanbalī, (geb. 1141 in Şanlıurfa (Urfa)/Edessa, gest. September 1215 in Ḥarrān) im Juni 1205 statt. Nach der Eroberung von Edessa durch Zengi im Jahre 1144 kam ar-Ruhāwī als Kind in Gefangenschaft; seine Eltern waren „Franken“, der Vater soll Muslim geworden sein, die Mutter war Christin. Er wuchs in Mosul auf, wo ein Kaufmann ihn freigekauft und in ihm das Gefallen am Studium der Ḥadīthliteratur erweckt hatte: (ḥubbiba ilayhi samāʿa l-ḥadīth). Mit dem Beinamen ar-raḥḥāl/al-ǧawwāl (viel Reisender) unternahm ar-Ruhāwī ausgedehnte Studienreisen nach den bekannten Gelehrtenzentren von Chorasān bis nach Alexandrien. Bekannt war er für seine hässliche Handschrift.
Das Buch fand zwischen dem 12. und 15. Jahrhundert auch außerhalb damaszener Gelehrtenkreise mit Angabe der Werküberlieferung in Form von Hörervermerken über Generationen Verbreitung. Der Andalusier Muḥammad b. Chair al-Ischbīlī (gest. 1179) aus Sevilla verzeichnet diesen Werktitel in der Liste derjenigen Bücher, zu denen er die Überlieferungsrechte besaß. Er zitiert dort den ersten Satz des Buches wie es im Original dokumentiert ist.
Ibn Ḥadschar al-ʿAsqalānī (gest. 1449 in Kairo) gibt in seinem al-Muʿǧam al-mufahras, Folgendes an: „Ein Heft (ǧuzʾ) von Ḥanbal b. Isḥāq b. Ḥanbal über die Miḥna von Aḥmad b. Ḥanbal.“ Ein „ǧuzʾ“ kann ein Heft unterschiedlichen Umfangs, eine kleine Sammlung von Traditionen, oder ein Band eines umfangreichen Werkes sein. Die bei Ibn Ḥaǧar verzeichnete Werküberlieferung bestätigt auch, dass er das Buch durch die Vermittlung der Schüler um Abū ṭ-Ṭāhir as-Silafī (geb. gegen 1079; gest. 1180) aus Alexandrien erhalten hatte.
Als Zeit- und Augenzeuge beschreibt der Verfasser in seiner detaillierten Darstellung neben biographischen Nachrichten über seinen Onkel Aḥmad b. Ḥanbal, vor allem dessen kompromisslose Ablehnung der Lehre über die Erschaffenheit des Korans während der abbasidischen Inquisition zwischen 833–849. Insgesamt beruhen die Nachrichten auf den von Ibn Ḥanbal selbst überlieferten Aussagen über das Spannungsverhältnis zwischen den Mutakallimūn und den Anhängern der Sunna während der Mihna. Den Kern dieser Schrift bilden die Interpretationen des Korantextes und die theologischen Auseinandersetzungen seines Onkels mit Anhängern der muʿtazilitischen Lehre während seiner intensiven Befragung am Kalifenhof.
Die Verurteilung, Gefängnisstrafe und Folter von Ibn Ḥanbal, zusammen mit seinen Gesinnungsgenossen, werden eindrucksvoll, nach Augenzeugenberichten geschildert. Somit gehört dieses Buch über die Zeit der Inquisition zu den frühesten Hagiographien im islamischen Schrifttum, in dessen Mittelpunkt Ahmad b. Ḥanbal steht. Einen detaillierten Einblick über diese Zeit gewährt wesentlich später auch Abū Nuʿaim al-Iṣfahānī in seinem Ḥilyat al-awliyāʾ, Als Quelle stützt er sich dabei auf Ṣāliḥ, den Sohn von Ibn Ḥanbal, dessen langer Bericht an mehreren Stellen inhaltliche Gemeinsamkeiten mit dem Kitāb al-mihna von Ḥanbal ibn Isḥāq hat. Erwähnenswert ist an dieser Stelle die Schlussbemerkung von Abū Nuʿaim: „wir haben die glaubwürdigste Berichterstattung über die Miḥna genannt; d. h. was sein (Ibn Ḥanbal) Sohn Abū l-Faḍl Ṣāliḥ überliefert hatte.“ Sālih b. Aḥmad (geb. 818; gest. 878); war Qāḍi in Tarsus und Isfahān und zeichnete sich in seinen Vorlesungen als Überlieferer der Rechtsfragen seines Vaters aus.